# Krzysztof Przepiórka
Krzysztof Tadeusz Przepiórka ps. „Krewa” (ur. 2 listopada 1958 w Choszcznie) – żołnierz Wojsk Specjalnych, oficer i dowódca oddziału bojowego Jednostki Wojskowej GROM (JW 2305), prezes Fundacji Byłych Żołnierzy Jednostek Specjalnych GROM (2007–2013), polski przedsiębiorca, właściciel i dyrektor przedsiębiorstwa Specaudyt, w 2008 awansowany w rezerwie do stopnia podpułkownika.

## Życiorys

### Dzieciństwo i młodość
Krzysztof Przepiórka, syn Tadeusza i Henryki, urodził się 2 listopada 1958 w Choszcznie. Wychowywał się w licznej pegeerowskiej rodzinie, która zmieniała miejsce, przenosząc się z PGR-u do PGR-u. W 1961 mieszkał wraz z rodziną w Swochowie. Następnie w Przelewicach, gdzie ojciec był agronomem w gospodarstwie szkółkarskim przy Ogrodzie Dendrologicznym w Przelewicach (skończył technikum rolnicze, studiował dwa lata na Akademii Rolniczej). Zrezygnował ze studiów, by utrzymać rodzinę.
Po Przelewicach Krzysztof z rodziną zamieszkał w Liniach, gdzie jego ojciec był kierownikiem odcinka, magazynu, brygadzistą, potem magazynierem PGR-u w Liniach „Kombinatu Żabów” podległym pod Inspektorat PGR w Pyrzycach. Z każdym rokiem zajmował coraz mniej eksponowane stanowiska ze względu na stan zdrowia. Ojciec Krzysztofa, Tadeusz Przepiórka zmarł w wieku 48 lat. Matka zajmowała się dziećmi, pracowała w PGR-e oraz dorywczo podejmowała inne prace rolne. W rodzinie Przepiórków Krzysztof był najstarszy z dziewięciorga dzieci: ośmiu synów i córka. Całe dzieciństwo spędził w pegeerze. W latach 1965–1973 szkoła podstawowa w Bielicach.
W 1973, tuż przed ukończeniem przez niego szkoły podstawowej, rodzina Przepiórków przeniosła się do sąsiedniej wsi, do Swochowa, trzy kilometry od Linii, które znajduje się między Gryfinem, a Pyrzycami. W 1973 zdał pozytywnie egzaminy do technikum rybołówstwa morskiego w Darłowie, ale ostatecznie ze względu na trudną sytuacje rodzinną podjął naukę we Wrocławiu w Zasadniczej Szkole Żeglugi Śródlądowej, którą ukończył w 1976, po czym podjął pracę w żegludze szczecińskiej. Z zawodu jest marynarzem motorzystą.

### Przebieg służby wojskowej
We wrześniu 1977 rozpoczął naukę jako kadet w Szkole Chorążych Wojsk Zmechanizowanych im. Rodziny Nalazków w Elblągu. Po pierwszym roku nauki został skierowany na miesięczną praktykę do 41 pułku zmechanizowanego w Szczecinie. Na drugim roku zdał egzaminy i był w plutonie specjalnym ze specjalnością działania specjalne. Drugą praktykę odbył w Dziwnowie, trzecią na obozie wspinaczkowym z 1 batalionem szturmowym podczas którego ekspert w dziedzinie walki w bliskim kontakcie Andrzej Bryl zademonstrował na Polanie Rogoźniczańskiej pokaz instruktażowy działania (BAS-3), z propozycją wprowadzenia tego stylu walki do jednostek specjalnych (ostatecznie nie zdecydowano się na wprowadzenie do armii własnego, oryginalnego systemu walki wręcz). W czerwcu 1978 przeszedł kurs spadochronowy na poligonie drawskim w ośrodku rozpoznawczym Jaworze, gdzie po szkoleniu naziemnym oddał na spadochronie SDW pierwszy skok na linę, na samoczynne otwarcie z samolotu An-2.
W 1980 jako młodszy chorąży i prymus został skierowany na stanowisko dowódcy grupy specjalnej w 1 batalionie szturmowym w Dziwnowie (dowódca ppłk Zenon Pietkiewicz). W 1981 podczas zawodów działań specjalnych na szczeblu Pomorskiego Okręgu Wojskowego jego grupa zajęła trzecie miejsce, na trzydzieści startujących grup. W 1982 został skierowany na kurs instruktorski w Bielsku-Białej i po dwóch latach miał ponad siedemdziesiąt skoków. W 1983 został skierowany na kurs językowy do Centrum Doskonalenia Kadr Administracji Wojskowej w Łodzi, gdzie uczył się języka niemieckiego. Pełniąc służbę w Dziwnowie podjął studia w 1984 w Wyższej Szkole Oficerskiej Wojsk Zmechanizowanych we Wrocławiu – specjalność: rozpoznanie, działania specjalne. W lipcu 1986 komendant szkoły oficerskiej gen. Marian Zdrzałka wręczył mu dyplom ukończenia WSOWZ. W sierpniu 1986 został promowany przez gen. Antoniego Jasińskiego na pierwszy stopień oficerski – podporucznika. Po promocji powrócił do służby w Dziwnowie w stopniu podporucznika. W tym samym roku w wieku 32 lat otrzymał przydział służbowy do Lublińca w 1 samodzielnym batalionie szturmowym (dowódca ppłk Stanisław Osiecki), gdzie był na stanowiskach: dowódca plutonu, dowódca kompanii łączności i oficer operacyjny zespołu dowodzenia.
W lutym 1991 w wyniku decyzji płk. Sławomira Petelickiego rozpoczął służbę w Grupie Reagowania Operacyjno-Manewrowego, funkcjonującą jako jednostka wojskowa 2305. Na przełomie kwietnia i maja 1991 uczestniczył jako dowódca grupy wysokościowej w szkoleniu wspinaczkowym w okolicy Zawratu, które zorganizował Polski Związek Alpinizmu. Podczas szkolenia na komandosów GROM-u zeszła lawina. Po powrocie ze szkolenia do jednostki w Rembertowie został, jako dowódca grupy wysokościowej, wyróżniony za odwagę przez dowódcę płk. Petelickiego. W czerwcu 1991 uczestniczył w kursie szkoleniowo selekcyjnym w USA wraz z grupą 25 żołnierzy, której dowódcą był płk Petelicki. Szkolenie (strzelectwo sytuacyjne i stresowe, antyterrorystyczne w zakresie taktyki czarnej) trwające 14 dni, odbyło się na Florydzie w bazie sił specjalnych oraz w Wirginii.
W lipcu 1991, po powrocie z USA, został dowódcą 3 grupy szturmowej w 1 oddziale bojowym. W 1992 otrzymał od Amerykanów w siedzibie GROM-u certyfikat ukończenia szkolenia w USA w 1991. W tym samym roku dowódca GROM-u powierzył mu zadanie stworzenia pierwszego oddziału bojowego, zbudowanego w całości w Polsce, którego został dowódcą. W tworzeniu drugiego oddziału bojowego poprzez organizowanie i prowadzenia selekcji w Bieszczadach (Rabe) pomagali mu instruktorzy z GROM-u z pierwszego oddziału bojowego, w tym ppor. Sławomir Berdychowski. W GROMI-e jego pseudonim operacyjny to – „Krewa”.
W 1994 w wieku 36 lat w stopniu kapitana zakończył zawodową służbę wojskową mając 20 lat służby w siłach specjalnych.
Instruktor technik antyterrorystycznych, spadochroniarstwa (instruktor I klasy, oddał ponad 500 skoków), strzelectwa, narciarstwa. Absolwent kursu antyterrorystycznego w Stanach Zjednoczonych (Special Training Group) oraz kursu International Bodyguard Association – Wielka Brytania. Brał udział w treningach i zawodach Sił Specjalnych w Niemczech, Francji, Hiszpanii, krajach Afryki Północnej.

## Awanse
- młodszy chorąży – 1980[14]
- podporucznik – 1986[40]
- porucznik – 1989[41]
- kapitan – 1993[42]

### Awanse w rezerwie
- major – 2001[b]
- podpułkownik – 2008[c]

## Ordery, odznaczenia i wyróżnienia
W ponad 23 letniej służbie wojskowej był odznaczany i wyróżniany:

- Złoty Medal „Za Zasługi dla Obronności Kraju”
- Srebrny Medal „Za Zasługi dla Obronności Kraju”
- Brązowy Medal „Za Zasługi dla Obronności Kraju”
- Srebrny Medal „Siły Zbrojne w Służbie Ojczyzny”
- Brązowy Medal „Siły Zbrojne w Służbie Ojczyzny”
- Odznaka pamiątkowa 1 samodzielnego batalionu szturmowego
- Odznaka Instruktora Spadochronowego
- Srebrna Odznaka JW GROM.

i inne

### W rezerwie
- Złoty Krzyż Zasługi – 2003[46]
- Medal ONZ w „Służbie Pokoju” UNIFIL – 1995[45]
- Odznaka pamiątkowa Polsko-Ukraińskiego Batalionu Sił Pokojowych[45]

i inne

## Garnizony w przebiegu służby
W ponad 23 letniej służbie wojskowej był w następujących garnizonach:
1. Elbląg (1977–1980) ↘
2. Dziwnów (1980–1986) → (doraźnie Wrocław (1984–1986)) ↘
3. Lubliniec (1986–1991) ↘
4. Warszawa (1991) (doraźnie USA (1991)) ↘
5. Warszawa (1991–1994)

### W rezerwie
1. PKW Liban (1995)[48] ↘
2. Przemyśl (1999) ↘
3. Berlin (2000) → Toledo (2001) → Draguignan (2002) ↘
4. Warszawa (2008)

## Życie prywatne
Krzysztof Przepiórka po ukończeniu szkoły chorążych w Elblągu wziął ślub z Reginą 14 grudnia 1981 z którą ma troje dzieci. Ojciec i dziadek rodziny patchworkowej – pięcioro dzieci: dwie córki, trzech synów i wnuki. 24 lipca 2010 w asyście honorowej Dowództwa Garnizonu Warszawa wziął ślub z Anną, z którą ma córkę Antonię. Od 1991 zamieszkały w Warszawie. Zamiłowania – lotnictwo i sporty ekstremalne.

## Działalność (1994–2023)

### Działalność wojskowa

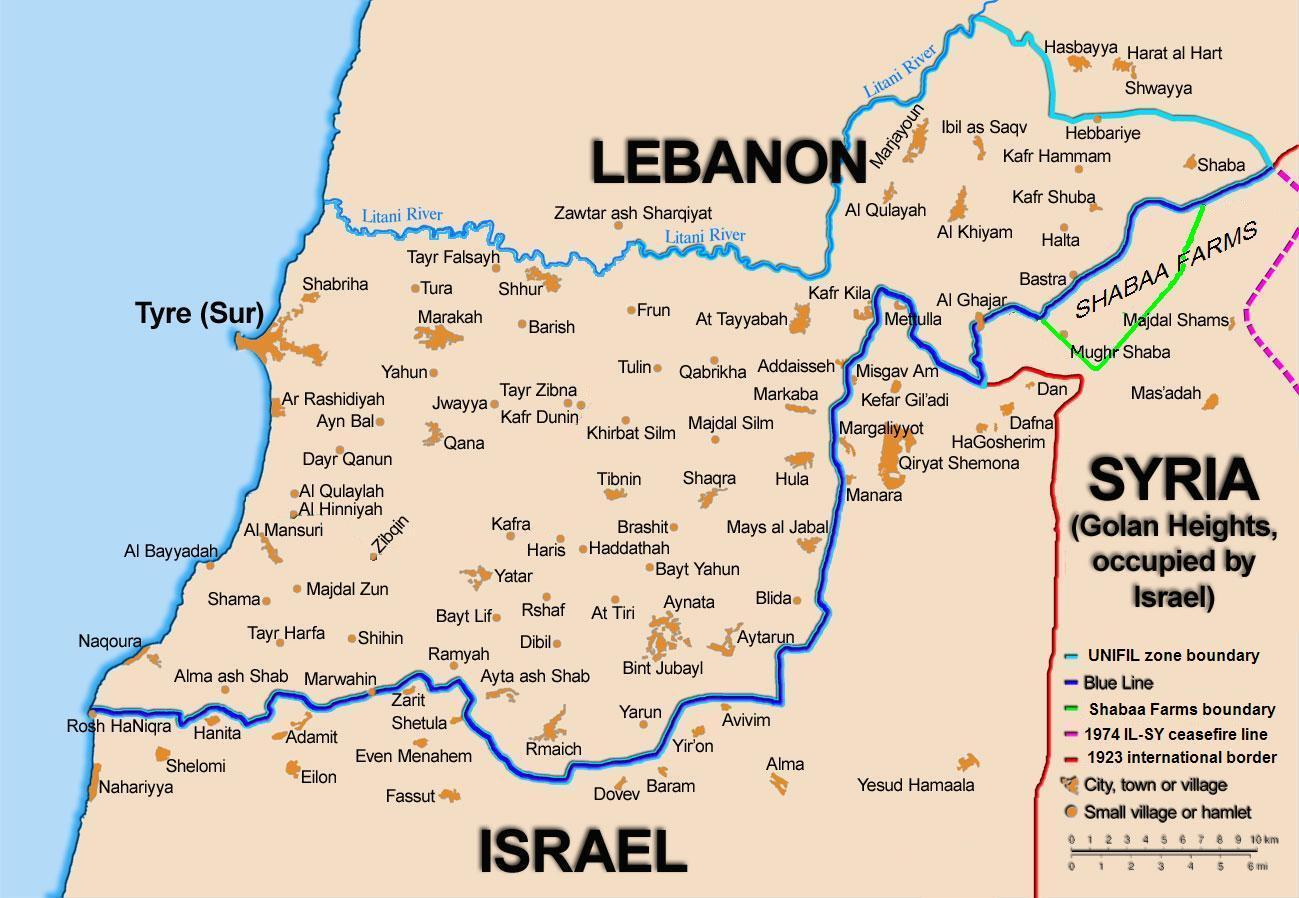
Był w Libanie w 1995

Już w cywilu, jako kapitan rezerwy, był na misji PKW w Libanie (służył w POLOG – polskim batalionie logistycznym). Brał kilkukrotny udział w zawodach oficerów rezerwy NATO. Uczestnik operacji antyterrorystycznych na Bliskim Wschodzie, szkolił żołnierzy batalionu polsko-ukraińskiego przed wyjazdem do Kosowa. 4 kwietnia 2008 ukończył Wyższy Kurs Obronny na Akademii Obrony Narodowej. W 2001 i w 2008 awansowany po odejściu z armii na majora i podpułkownika.

### Działalność biznesowo-doradcza
Był przez 3 miesiące w 1994 szefem ochrony Anny Woźniak-Starak i Jerzego Staraka. Od 1997 przez kilka lat był szefem ochrony Aleksandra Gudzowatego, później Jana Kulczyka. Od 1997 był w zarządzie Fundacji Byłych Żołnierzy Jednostek Specjalnych G.R.O.M., a w latach od 2007 do 2013 prezes tej Fundacji.
W 2010 w wyniku propozycji Andrzeja Bryla uczestniczył z grupą kolegów w szkoleniu (3 miesiące) kandydatów do libijskiego „Biura Ochrony Rządu” Kaddafiego. Na emeryturze prowadził i prowadzi zajęcia z ochrony osób, organizator szkoleń dla pododdziałów Wojska, Policji, Straży Granicznej. Właściciel i dyrektor firmy Specaudyt, zajmującej się organizacją audytów bezpieczeństwa oraz szkoleń z zakresu strzelań sytuacyjnych i stresowych. Od 2015 związany z Fundacją Byłych Żołnierzy i Funkcjonariuszy Służb Specjalnych „Szturman” służącą m.in. pomocą psychologiczną i prawną byłym żołnierzom sił specjalnych.

### Działalność medialna, polityczna
W 2016 sprzeciwił się projektowi ustawy dezubekizacyjnej autorstwa PiS, reagując teraz na to w mediach oraz kolejnych latach. W 2017 medialnie krytykował reformę armii prowadzoną przez ministra obrony narodowej Antoniego Macierewicza. W mediach w 2016 i 2017 wskazywał: 

20-latkowie, którzy znaleźli się w I Batalionie Szturmowym nawet nie wiedzieli, że jako żołnierze rozpoznania, czyli zwiadowcy, podlegali wywiadowi wojskowemu. My robiliśmy swoją robotę na poligonie. Jaki mieliśmy wpływ na politykę na górze? Nikt nie wybierał sobie miejsca służby. Teraz okazuje się, że grupa bardzo przyzwoitych ludzi straci część emerytur według przedstawionej ustawy. Ja nie żałuję ani sekundy z czasu, w którym miałem honor tam służyć. Poznałem tam „pięknych” ludzi, oddanych Polsce, gotowych na każde wyzwanie. A teraz wszystkich ich wrzuca się do jednego worka wraz z aparatczykami minionego systemu (...). Na tle tego, co teraz Antoni Macierewicz wyprawia z armią, LWP było ikoną apolityczności. Wskazuję na doradcę i współpracownika szefa MON Bartłomieja Misiewicza, witanego z nieregulaminowymi honorami. Odznaczonego złotym medalem. (...) Jakim cudem generałowie wytrzymali ten słynny apel po audycie w armii, Macierewicz wskazał wtedy korupcję, która przyczyniła się do złego, „tragicznego” stanu wojska. Dlaczego nie ujmują się za swoimi podwładnymi? Czy liczą jeszcze na jakieś nagrody od ministra?

 W 2017 nakładem wydawnictwa Czerwone i Czarne ukazała się o nim książka pt. Szturman. Odważni żyją, ostrożni trwają, wspólnego autorstwa z Dominikiem Rutkowskim (pisarz, dziennikarz, varsavianista). Był kandydatem na radnego w wyborach samorządowych w 2018 komitetu wyborczego Jacka Wojciechowicza, Akcja Warszawa okręgu nr 4 (Wola), nie uzyskał mandatu. Udziela się w mediach w tematach wojska, bezpieczeństwa, zagrożeń czy wojny na Ukrainie jako charyzmatyczny mówca budzący zaufanie, we wrześniu 2022 powiedział: 

Ukraińcy są świetnymi żołnierzami. Potrzeba im tylko broni i dobrej technologii. Oni potrafią to wykorzystać. Robią to znakomicie. Jeżeli kraje Zachodu tego nie zrozumieją, to będziemy mieli takie wojny przez cały czas. Rosjanie nie poprzestaną tylko na Ukrainie. Jestem o tym przekonany.

W latach 2022–2023 występował w programie "Nasi w mundurach" w TTV, gdzie nadzorował szkolenie wojskowe celebrytów znanych z innych produkcji stacji, a także oceniał ich postępy i miał decydujący głos w czteroosobowym jury składającym się z byłych żołnierzy wojsk specjalnych.